# Ann-Helen Adolfsen
Ann-Helen Glückstad Adolfsen (født 24. april 1996 i Norge) er en norsk håndboldspiller, der spiller for Vendsyssel Håndbold.